# Không gian tô pô
Không gian tôpô là những cấu trúc cho phép người ta hình thức hóa các khái niệm như là sự hội tụ, tính liên thông và tính liên tục. Những dạng thường gặp của không gian tôpô bao gồm không gian Euclid, không gian metric và đa tạp. Chúng xuất hiện hầu như trong tất cả mọi ngành của toán học hiện đại và là một khái niệm thống nhất có tính trọng tâm. Ngành toán nghiên cứu về các không gian tôpô gọi là toán học tô pô.

## Định nghĩa
Một không gian topo là một tập X cùng với một họ T của các tập con của X thỏa mãn các tiên đề sau đây:
1. {\displaystyle \cup _{i\in I}X_{i}\subset X\in T}.
2. {\displaystyle \cap _{i=1}^{n}X_{i}\subset X\in T}.
3. {\displaystyle X\in T}
4. {\displaystyle \emptyset \in T}

Họ T được gọi là một topo trên X. Các tập hợp trong T được gọi là các tập mở, và phần bù của chúng trong X được gọi là các tập đóng. Các phần tử của X được gọi là các điểm.
Hai tiên đề trên được hiểu là:
1. Hợp của bất kì họ nào của các tập mở cũng là một tập mở.
2. Giao của một họ hữu hạn các tập mở cũng là một tập mở.
3. Tập hợp toàn thể không gian là một tập mở.
4. Tập hợp rỗng là một tập mở.

### Ví dụ
1. X = {1, 2, 3, 4} và họ T gồm các tập con của X tạo thành một không gian X = {1, 2, 3, 4} và tập hợp T = {{},{1, 2, 3, 4},{1},{1, 2},{3, 4},{1, 3, 4}} gồm các tập con của X tạo thành một không gian tôpô (X, T).Ta có thể viết tắt (X, T) là X.
2. {\displaystyle X=\mathbb {R} } và họ {\displaystyle T} gồm các tập con {\displaystyle U} thỏa mãn {\displaystyle \forall x\in U,\exists \varepsilon >0,(x-\varepsilon ,x+\varepsilon )\subset U} tạo thành không gian tô pô tiêu chuẩn {\displaystyle \mathbb {R} }, i.e. đường thẳng thực.

## So sánh các cấu trúc topo
Nhiều cấu trúc topo khác nhau có thể được đặt trên cùng một tập hợp để tạo nên các không gian topo khác nhau. Khi mọi tập trong một topo T1 cũng là một tập trong topo T2, ta nói rằng T2 là "mịn hơn" T1, và T1 là "thô hơn" T2. Một chứng minh chỉ dựa trên sự tồn tại của một số loại tập mở nào đó cũng đúng cho bất kì topo nào mịn hơn, và tương tự như vậy một chứng minh chỉ dựa trên một số tập nào đó không mở cũng đúng cho bất cứ topo nào thô hơn. Các từ "lớn hơn" và "nhỏ hơn" đôi lúc được sử dụng thay cho "mịn hơn" và "thô hơn". Các từ "mạnh hơn" và "yếu hơn" cũng được sử dụng trong sách vở, nhưng không được đồng ý bởi đại đa số về mặt ngữ nghĩa, do đó ta luôn luôn phải chắc chắn về cách sử dụng của tác giả khi đọc sách.
Bộ sưu tập của tất các topo trên một tập cố định X tạo thành một dàn đầy đủ: nếu F = {Tα: α {\displaystyle \in } A} là một bộ sưu tập các topo trên X, thì inf của F là giao của F, và sup của F là inf của một bộ sưu tập của các topo trên X chứa mọi phần tử của F.
Nói chung nếu T {\displaystyle \subsetneq \tau } thì ta nói T thô hơn {\displaystyle \tau }, và {\displaystyle \tau } "mịn hơn" T.

## Ánh xạ liên tục
Một ánh xạ giữa hai không gian topo được nói là liên tục nếu như nghịch ảnh của mọi tập mở là mở. Đây là một cố gắng để nắm bắt trực giác về việc không có "vết đứt" hay "sự phân cách" trong hàm đó. Một phép đồng phôi (homeomorphism) là một song ánh liên tục và ánh xạ ngược của nó cũng liên tục. Hai không gian gọi là "đồng phôi" nếu như có một phép đồng phôi giữa chúng. Dưới quan điểm topo, các không gian đồng phôi là như nhau.

## Phạm trù các không gian topo.
Xem các không gian topo như là các vật và các ánh xạ liên tục như là các cấu xạ thì họ các không gian topo lập thành một phạm trù, ký hiệu là Top. Đây là một phạm trù cơ bản trong toán học. Cố gắng phân loại các vật của phạm trù này (xê xích một phép đồng phôi) bởi các bất biến đã tạo ra nhiều lãnh vực nghiên cứu mới, như là lý thuyết đồng luân (homotopy theory), lý thuyết đồng điều (homology theory) và lý thuyết K (K - theory), v.v.

## Các định nghĩa tương đương
Có nhiều định nghĩa tương đương khác để định nghĩa một không gian tôpô. Ví dụ, sử dụng các định luật de Morgan, các tiên đề định nghĩa tập mở trở thành các tiên đề định nghĩa các tập đóng:
1. Tập trống và X là đóng.
2. Giao của bất kì họ của các tập đóng nào cũng đóng.
3. Hợp của bất kì cặp hai tập đóng nào cũng đóng.

Sử dụng các tiên đề này có thể định nghĩa không gian tôpô là một tập X cùng với một họ T các tập con của X thỏa mãn các tiên đề sau:
1. Tập rỗng và tập X thuộc T.
2. Giao của họ bất kỳ các tập thuộc họ T cũng thuộc họ T.
3. Hợp của hai tập thuộc họ T cũng thuộc họ T.

Theo định nghĩa này, các tập hợp trong tôpô T được gọi là các tập đóng, còn phần bù của chúng được gọi là các tập mở.
Một cách khác để định nghĩa một không gian tôpô là sử dụng các tiên đề bao đóng Kuratowski, định nghĩa các tập đóng như là những điểm bất động của một toán tử trên tập mũ của X (tập của các tập con của X).
Một lân cận của một điểm x là bất kì một tập nào chứa một tập mở có chứa x. Hệ các lân cận tại x chứa tất cả các lân cận của x. Một topo có thể được xác định bởi một tập các tiên đề liên quan đến tất cả các hệ lân cận.
Một lưới là một sự tổng quát hóa khái niệm của dãy. Một topo được xác định hoàn toàn nếu như với mọi lưới trong X tập hợp các điểm giới hạn (accumulation point) của nó được xác định.

## Ví dụ về các không gian topo
Một tập hợp cho trước có thể có nhiều tôpô trên đó. Nếu như một tập được cho một tôpô khác, nó sẽ được xem như là một không gian tôpô khác. Bất kì tập nào cũng có được cho tô pô rời rạc mà trong đó bất kì tập nào cũng mở. Những dãy (hay lưới) hội tụ trong không gian này là những dãy (hay lưới) cuối cùng hằng số. Cũng vậy, bất kì tập nào cũng được cho tôpô hiển nhiên (cũng còn được gọi là tôpô không rời rạc), mà trong đó chỉ có tập trống hay là toàn bộ không gian là mở. Mọi dãy và lưới và trong tôpô này hội tụ tới mỗi điểm trong không gian. Ví dụ này cho thấy trong không gian tô pô tổng quát, giới hạn của chuỗi không nhất thiết là duy nhất.
Có nhiều cách định nghĩa một tô pô trên R, tập hợp của các số thực. Tô pô quy chuẩn trên R được tạo ra bởi các đoạn mở. Những đoạn mở này tạo thành một nền hay cơ sở cho topo đó, nghĩa là mọi tập mở là hợp của các tập mở cơ sở. Tổng quát hơn, không gian Euclid {\displaystyle \mathbb {R} ^{n}} có thể được cho một topo. Trong tô pô thông thường trên Rn các tập mở cơ sở là các quả cầu mở. Tương tự như vậy, C và {\displaystyle \mathbb {C} ^{n}} có một tôpô quy chuẩn mà trong đó các tập mở cơ sở là các quả cầu mở.
Mọi không gian metric có thể được cho một tôpô metric, mà trong đó các tập mở cơ sở là những quả cầu mở định nghĩa bởi metric đó. Đây là tôpô quy chuẩn trên bất kì không gian vectơ định chuẩn nào.
Nhiều tập hợp các toán tử trong giải tích hàm được trang bị với những tô pô định nghĩa bằng cách xác định khi nào thì một dãy của các hàm hội tụ đến hàm zero.
Bất kì trường địa phương nào cũng có một topo bản chất của nó, và tôpô này có thể mở rộng ra không gian vectơ định nghĩa trên trường đó.
Bất kì đa tạp nào cũng có to po tự nhiên bởi vì một cách địa phương chúng là Euclidean. Tương tự như vậy, mỗi đơn hình (simplex) và bất kì phức đơn hình (simplicial complex) thừa kế một tô pô tự nhiên từ {\displaystyle \mathbb {R} ^{n}}.
Tô pô Zariski được định nghĩa một cách đại số trên phổ của một vành hay là một đa tạp đại số (algebraic variety). Trên Rn hay Cn, tập hợp đóng của tôpô Zariski là tập hợp các nghiệm của hệ các phương trình đa thức.
Một đồ thị tuyến tính có một to po tự nhiên tổng quát hóa nhiều khía cạnh hình học của đồ thị với các đỉnh và các cạnh.
Không gian Sierpiński là không gian tô pô đơn giản không hiển nhiên, không rời rạc. Nó có nhiều mối liên quan quan trọng đến lý thuyết máy tính và ngữ pháp.
Bất kì tập vô hạn nào cũng có thể được cho tô pô phần bù hữu hạn trong đó các tập mở là tập trống và những tập mà phần bù là hữu hạn. Đây là tô pô T1 nhỏ nhất trên bất kì tập vô hạn nào.
Đường thẳng thực có thể được cho tôpô giới hạn dưới. Ở đây, các tập mở cơ sở là các đoạn nửa mở [a, b). Topo này trên R là thực sự mịn hơn topo Euclidean định nghĩa phía trên; một dãy hội tụ đến một điểm trong topo này nếu và chỉ nếu nó hội tụ từ bên trên trong tô pô Euclidean. Ví dụ này cho thấy một tập có thể có nhiều loại topo khác nhau định nghĩa trên đó.
Nếu Γ là một số thứ tự, thì tập hợp [0, Γ] có thể được trang bị với topo thứ tự

## Phân biệt các không gian topo
Các không gian tô pô có thể được phân biệt, xê xích một đồng phôi, bằng các tính chất tô pô của chúng. Tính chất tô pô là tính chất của không gian không thay đổi trong các phép biến đổi đồng phôi. Để chứng minh hai không gian không đồng phôi, có thể tìm một tính chất tô pô mà chúng khác nhau. Ví dụ như tính liên thông, tính compact, các tiên đề tách hay các bất biến đại số. Xem thêm các tính chất tô pô.

## Các không gian topo với cấu trúc đại số
Đối với các đối tượng đại số thường có tôpô tự nhiên trên đó. Tôpô này tương thích với các phép toán theo nghĩa các phép toán này là các ánh xạ liên tục. Điều này dẫn tới các khái niệm như nhóm tôpô, không gian vectơ tôpô...